# The Twilight Saga: Nhật thực
Eclipse (Nhật thực) là phần thứ 3 trong seri phim ăn khách Chạng vạng, được thực hiện dựa trên cuốn tiểu thuyết cùng tên của nhà văn Stephenie Meyer. Cũng giống như Chạng vạng và Trăng non - hai phần phim trước đó, "Eclipse" do nhà biên kịch Melissa Rosenberg chuyển thể kịch bản. Tuy nhiên, đảm nhận vai trò "người thổi hồn" cho phần phim này là đạo diễn nổi tiếng David Slade.

## Nội dung
Trong "Eclipse", nàng Bella (Kristen Stewart) xinh đẹp một lần nữa phải đối mặt với nguy hiểm khi xuất hiện một nhóm ma cà rồng mới. Bên cạnh đó, cô nàng này cũng sẽ gặp nhiều khó khăn trong chuyện tình cảm khi phải lựa chọn giữa một bên là tình yêu với chàng ma cà rồng Edward Cullen (Robert Pattinson) và một bên là tình bạn với anh chàng người sói Jacob Black (Taylor Lautner), dù biết rằng quyết định của mình có thể thổi bùng cuộc chiến truyền kiếp giữa dòng họ ma cà rồng và người sói.

## Nhân vật
Đa số dàn diễn viên chính của hai phần trước như Kristen Stewart, Robert Pattinson, Taylor Lautner, Dakota Fanning... đều trở lại đảm nhận vai diễn của mình trong "Eclipse". Bên cạnh đó, phim cũng có sự góp mặt của một số diễn viên mới như Bryce Dallas Howard (thay thế Rachelle Lefevre đảm nhận vai Victoria), Xavier Samuel (vào vai Riley)...

## Bảng phân vai

### Vai chính
- Kristen Stewart trong vai Bella Swan
- Robert Pattinson trong vai Edward Cullen
- Taylor Lautner trong vai Jacob Black

### Vai phụ
- Bryce Dallas Howard trong vai Victoria
- Billy Burke trong vai Charlie Swan
- Dakota Fanning trong vai Jane
- Ashley Greene trong vai Alice Cullen